# Fransjes Gelderblom
Frans Teunis Willem (Fransjes) Gelderblom (Rotterdam, 10 oktober 1946 - Amsterdam, 28 september 2009) was een Nederlands acteur, balletdanser en schilder.
Gelderblom volgde een opleiding tot bakker, maar werd uiteindelijk balletdanser. In de periode 1967-1972 was hij actief bij het Nationaal Ballet, als danser en als choreograaf. Hij werkte op televisie in diverse showprogramma's en was als acteur te zien in series als Kunt u mij de weg naar Hamelen vertellen, mijnheer? en Klaverweide.
Op het witte doek was hij te zien in Jos Stellings film De Pretenders (1981).
Hij is overleden aan de gevolgen van long- en keelkanker.